# Богачка (река)
Богачка, Багачка или Вербка (укр. Богачка, Вербка) — левый приток реки Убедь, протекающий по Коропскому и Сосницкому районам (Черниговская область).

## География
Длина — 17 или 19 км. Площадь водосборного бассейна — 112 км². 
Река берет начало от нескольких ручьёв, что западнее села Криски (Коропский район). Один из истоков протекает по Мезинскому национальному парку. Река течёт на юго-запад по Коропскому району, только приустьевая часть — Сосницкому. Впадает в реку Убедь (на 34-м км от её устья) севернее села Ляшковцы (Сосницкий район).
Русло средне-извилистое. Есть пруд на ручье в истоках реки (северо-восточнее Понорницы). Долина изрезана ярами и промоинами, в нижнем течении берега обрывистые высотой 2 м.

## Притоки
нет крупных.

## Населённые пункты
Населённые пункты на реке (от истока к устью):
1. пгт Понорница
2. Верба
3. Осьмаки